# 吕本·豪克斯
吕本·豪克斯（荷蘭語：Ruben Houkes，1979年6月8日—）生于斯哈亨，是一名荷兰男子柔道运动员。他曾参加2008年夏季奥林匹克运动会，最终在柔道男子60公斤级项目中收获一枚铜牌。